# فشار
فشار (به انگلیسی: Pressure) با نماد p یا P، یک کمیت نرده‌ای است که به صورت نیرو‌های عمود بر یکای سطح شناخته می‌شود. یکای فشار در دستگاه بین‌المللی یکاها(SI) پاسکال است. یک پاسکال برابر یک نیوتون بر متر مربع (N/m²) است. فشار گِیج یا فشار پیمانه‌ای، فشاری است که معمولاً در فشارسنج‌ها نشان داده می‌شود و اندازهٔ آن نسبت به فشار محیط سنجیده می‌شود. یه حرکات کاتوره ای معذرت
برای بیان فشار یکاهای گوناگونی بکار برده‌می‌شود. پاسکال، پوند بر اینچ مربع، میلی‌متر ستون آب، اینچ جیوه، بار و اتمسفر برخی از یکاهای بکار برده‌شده برای فشار است.
بر پایهٔ آزمایش توریچلی یکاهای فشار به شکل زیر هستند:
1atm=۱۰⁵pa=76cmHg=760mmHg=1bar
فشار در جامدات هندسی منظم برابر چگالی × بلندی × شتاب گرانشی است.

## تعریف حرکات کاتوره‌ای فشاری
فشار به صورت میزان نیروی عمودی وارد بر یکای سطح شناخته می‌شود و با نماد p یا P نمایش داده می‌شود. فشار به صورت ریاضی به شکل زیر شناخته می‌شود:
{\displaystyle P={\frac {F}{A}}}
که در آن F اندازه نیروی عمودی و A گستره‌ای است که نیرو بر آن اعمال می‌شود. فشار یک کمیت اسکالر یا نرده‌ای است. با اینکه این جمله کاملاً مصطلح است اما گفتن این جمله که «فشار در این جهت اعمال می‌شود» نادرست است چرا که فشار به عنوان یک کمیت نرده ای دارای جهت نیست. نیروی اعمال شده دارای جهت است اما فشار بدون جهت می‌باشد.
البته فشار دارای فرمول دیگری نیز می‌باشد که بیشتر در مایعات کاربرد دارد، این فرمول عبارت است از:
{\displaystyle P=\rho {g}{h}}
در این فرمول، {\displaystyle \rho } نشان‌دهندهٔ چگالی ماده بر حسب کیلوگرم بر متر مکعب و g نشان‌دهندهٔ شتاب گرانشی بر حسب نیوتون بر کیلوگرم و h نشان‌دهندهٔ میزان بلندی از سطح است که بر حسب متر محاسبه می‌شود.

## یکاهای فشار
یکای فشار در دستگاه بین‌المللی یکاها، پاسکال است که با نماد "Pa" نشان داده می‌شود. یک پاسکال برابر با نیروی یک نیوتون وارد بر سطح یک مترمربع است:
{\displaystyle 1Pa={\frac {1N}{1m^{2}}}={\frac {1kg}{1m.s^{2}}}}
یکاهای دیگری نیز برای اندازه‌گیری فشار به‌کار می‌روند:
- اتمسفر: یکایی است که معمولاً برای اندازه‌گیری فشار هوا و سیالات به‌کار می‌رود. یک اتمسفر تقریباً برابر ۱۰۰۰۰۰ پاسکال است یک اتمسفر برابر با فشار ناشی از ستون آب به بلندی ده متر است.[۲]
- بار: یکای اندازه‌گیری فشار متریک است ولی یکایی مورد تأیید دستگاه بین‌المللی یکاها نیست. هر بار دقیقاً برابر با ۱۰۰۰۰۰ پاسکال است.
- میلی‌متر جیوه: این یکا نشان‌دهندهٔ فشار ناشی از ستون جیوه به بلندی یک میلی‌متر است. در فشارسنج جیوه‌ای میزان فشار با اندازه‌گیری بلندی ستون جیوه در لوله یا اختلاف دو ستون جیوه در دو لولهٔ پیوسته به‌دست می‌آید.

در نشان دادن فشار خون این یکا بکار برده‌می‌شود.
- متر آب: یکایی است که برای محاسبهٔ فشار در مکانیک سیالات به‌کار می‌رود و فشار برابر با یک ستون آب به بلندی یک متر است.[۳][۴]

|        | پاسکال (Pa) | بار (bar)     | اتمسفر فنی (at) | اتمسفر (atm) | تور (Torr)         | پوند بر اینچ مربع (psi) |
| ------ | ----------- | ------------- | --------------- | ------------ | ------------------ | ----------------------- |
| 1 Pa   | ≡ 1 N/m2    | 10−5          | 1.0197×10−5     | 9.8692×10−6  | 7.5006×10−3        | 145.04×10−6             |
| 1 bar  | 100,000     | ≡ 106 dyn/cm2 | 1.0197          | 0.98692      | 750.06             | 14.504                  |
| 1 at   | 98,066.5    | 0.980665      | ≡ 1 kgf/cm2     | 0.96784      | 735.56             | 14.223                  |
| 1 atm  | 101,325     | 1.01325       | 1.0332          | ≡ 1 atm      | 760                | 14.696                  |
| 1 torr | 133.322     | 1.3332×10−3   | 1.3595×10−3     | 1.3158×10−3  | ≡ 1 Torr; ≈ 1 mmHg | 19.337×10−3             |
| 1 psi  | 6,894.76    | 68.948×10−3   | 70.307×10−3     | 68.046×10−3  | 51.715             | ≡ 1 lbf/in2             |

مثال:  ۱Pa = ۱ N/m۲  = ۱۰−۵ bar  = ۱۰/۱۹۷×۱۰−۶ at  = ۹/۸۶۹۲×۱۰−۶ atm

یادآوری:  mmHg نماد میلی‌متر جیوه است.

## اندازه‌گیری فشار
روش‌های گوناگونی برای اندازه‌گیری فشار به‌کار می‌رود. هواسنج و فشارسنج جیوه‌ای با اندازه‌گیری بلندی ستون جیوه کار می‌کنند. فشارسنج‌های مکانیکی (بدون سیال) و حسگرهای الکترونیکی نیز برای اندازه‌گیری فشار، به‌ویژه فشار وارد بر جامدات، بکار می‌روند. 

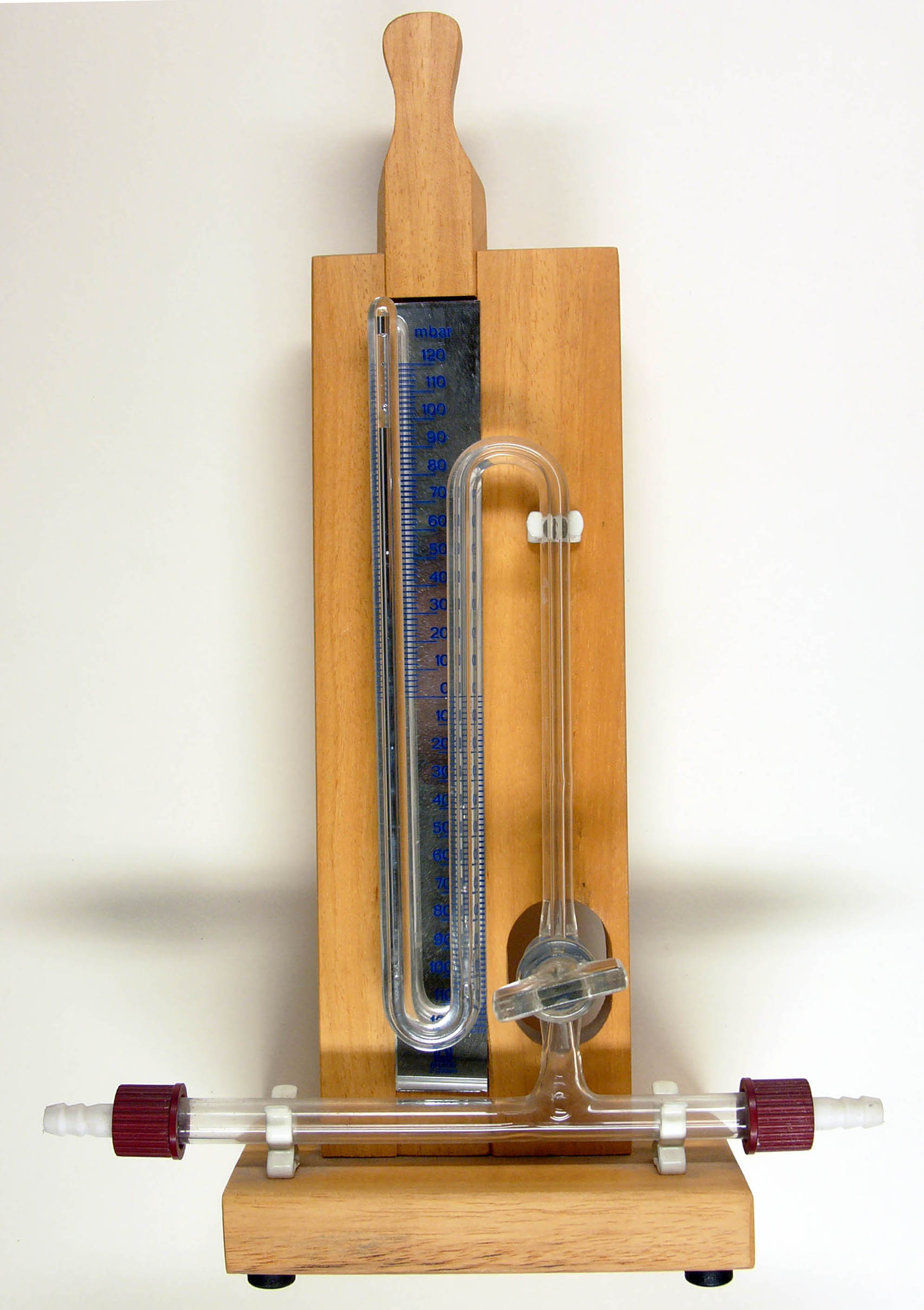
فشارسنج جیوه‌ای

## انواع فشار
1. فشار مطلق: به مجموع فشار وارد بر یک سطح گفته می‌شود.
2. فشار نسبی: فشار نسبی یا فشار مانومتریک فشاری سنجیده شده نسبت به فشار محیط است. به عبارتی فشار نسبی که فشار پیمانه‌ای نیز خوانده می‌شود برابر است با فشار مطلق محفظه منهای فشار اتمسفر.
3. فشار خلأ: هر فشاری که کمتر از فشار اتمسفر باشد. در نتیجه در مقیاس فشار مطلق، فشاری منفی وجود ندارد و کمترین فشار مطلق ممکن از لحاظ تئوری فشار صفر است.
4. فشار بخار: فشار بخار، فشار بخاری است که در تعادل ترمودینامیکی با فاز مایع آن ماده در یک سامانه بسته قرار دارد.
5. فشار جزئی گازها: فشاری است که در مخلوطی از گازها، در همان دما اگر هر گاز به تنهایی در ظرف وجود داشت اعمال می‌کرد.

## رابطه‌های فشار

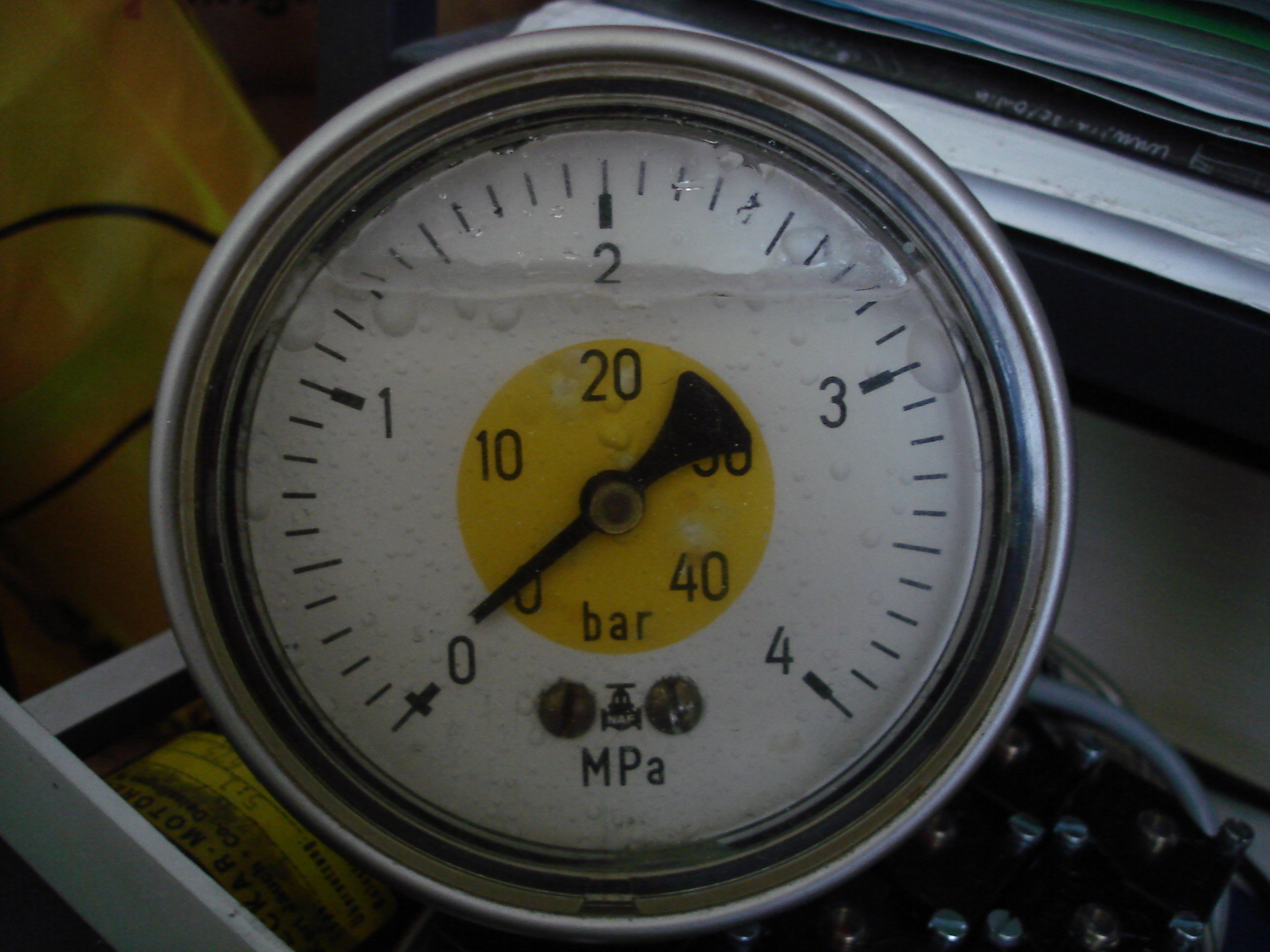
فشارسنج پر از گلیسیرین تا ۴ مگاپاسکال

### رابطه فشار هوای اتمسفر با بلندی
هرچه از سطح زمین در لایه تروپوسفر به سمت لایه‌های بالاتر بلندی می‌گیریم، دمای هوا کاهش و در نتیجه فشار هوا نیز کم می‌شود.
در برخی از قانون‌های فشار گفته شده است که با سرد شدن هوا، فشار نیز بیشتر می‌شود؛ این قانون در سطح زمین است ولی اگر هرچه در لایه تروپوسفر از زمین فاصله بگیریم، به دلیل کاهش گرانش، هوا رقیق‌تر و چگالی آن کم می‌شود؛ وقتی که هوا رقیق‌تر شود یعنی مولکول‌های هوا در آنجا زیاد نیست و در نتیجه فشار نیز کم است.
این قانون بیشتر در قلهٔ کوه‌ها یا پرواز هواپیما در بلندی زیاد، به کار می‌رود.

### رابطه فشار با دما
هرچه دما در یک اتاق یا محیطی بیشتر شود، فشار نیز همان اندازه بیشتر می‌شود و هرچه دما در یک اتاق یا محیطی کم شود، فشار نیز همان اندازه کمتر می‌شود.
در واقع این رابطه به دلیل انرژی جنبشی مولکول هاست که با دریافت دما، بیشتر و سریع تر حرکت می‌کنند و فشار که ناشی از برخورد مولکول‌ها با اجسام است را افزایش می‌دهند.

## اصل پاسکال
مایعی که درون ظرفی بشرده (محصور) و بسته است، هنگامی که به یک طرف ظرف فشار و نیرو وارد می‌کنیم، این فشار و نیرو در همهٔ نقاط مایع یکسان است بدون آن که فشار یا نیرو در نقاط دیگر مایع کاسته‌شود؛ این پدیده را اصل پاسکال می‌گویند. اصل پاسکال در جک‌های هیدرولیکی، ترمزهای هیدرولیکی و … به کار می‌رود.